# Porricondyla anemotis
Porricondyla anemotis är en tvåvingeart som först beskrevs av Jean-Jacques Kieffer 1913.  Porricondyla anemotis ingår i släktet Porricondyla och familjen gallmyggor.
Artens utbredningsområde är Kenya. Inga underarter finns listade i Catalogue of Life.